# Zisa Palota
A Zisa egy kastély, ami Palermo nyugati részén található, ami egyben az arab–normann Palermo, valamint Cefalù és Monreale székesegyházai világörökségi részhez is tartozik.

## Történelem
Az építése a 12. században kezdődött arab mesteremberek segítségével I. Vilmos királynak, ami fia uralmára, II. Vilmos idejére készült el.  A kastély a normann uralkodók nyári rezidenciájaként szolgált, ahol Genoardo néven hatalmas vadászati terület is volt. A Genoardo az arab Jannat al-arḍ kifejezésből ered, ami földi paradicsomot jelent. Johanna királynét, II. Vilmos özvegyét Tankréd király utasítására a kastélyba zárták, mert meg akarta akadályozni hogy Konstancia trónra kerüljön.
A Zisa megépítésére nagyban hatott az arab építészet. A Zisa szó az arab al-Azīz szóból ered, ami lenyűgözőt és kedvest jelent. Az akkori iszlám szokásoknak megfelelően, a kastély bejáratára naskh írással szerepel ez a név.
A 14. században lerombolták az arab korból maradó motívumok egy részét, a kufikus karakterekkel és bástyát adtak hozzá az épülethez. Nagyobb változtatásokat a 17. században hajtottak végre rajta.
1808-tól az 1950-es évekig az épület a Nortarbartolo nemesi család lakhelyéül szolgált, jelentős felújítást az 1990-es években kapott az épült.
Manapság az épület nyitva van a turisták előtt, a ház néhány szobájában ma is láthatók az iszlám művészet nyomai. Az épület leglátványosabb része a központi hall, ahol a szökőkútba a víz kívülről a falon át érkezik be. 2015. július 3-án az épület az UNESCO Világörökségi listájára került fel.

## Képek

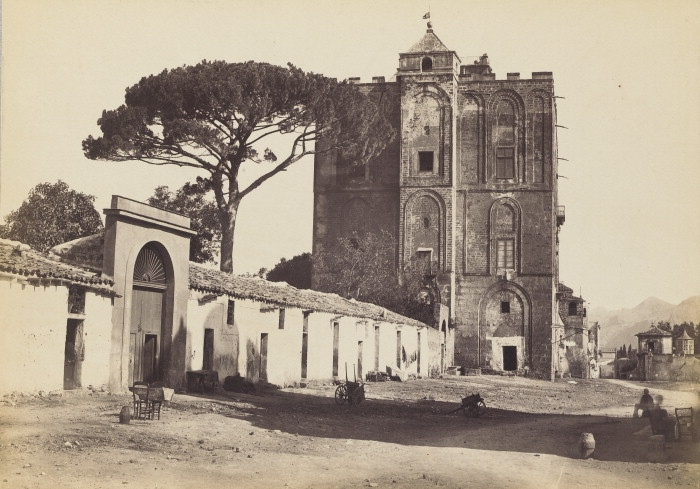
La Zisa 1880 körül
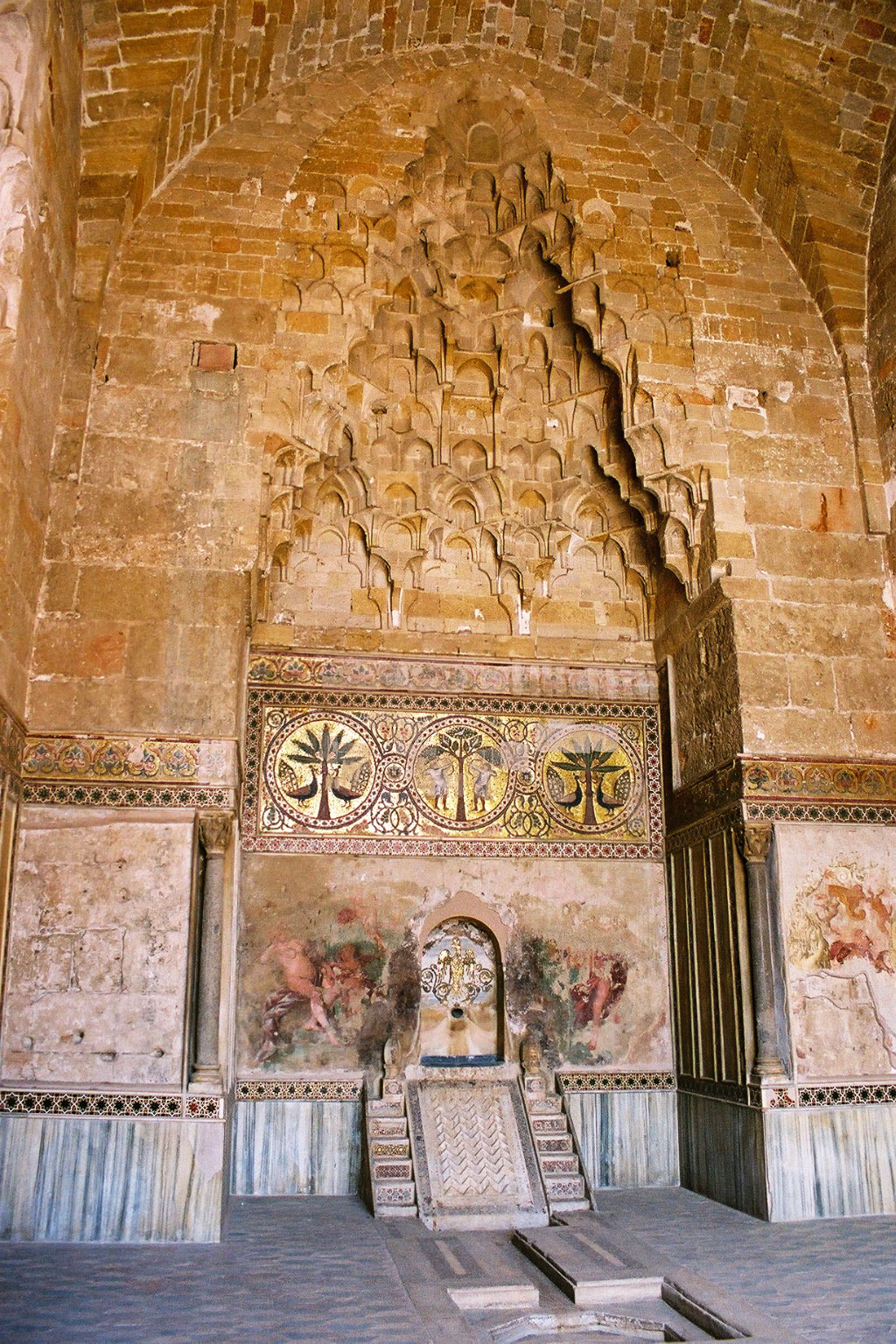
A fülke a falba épített szökőkúttal a hallban
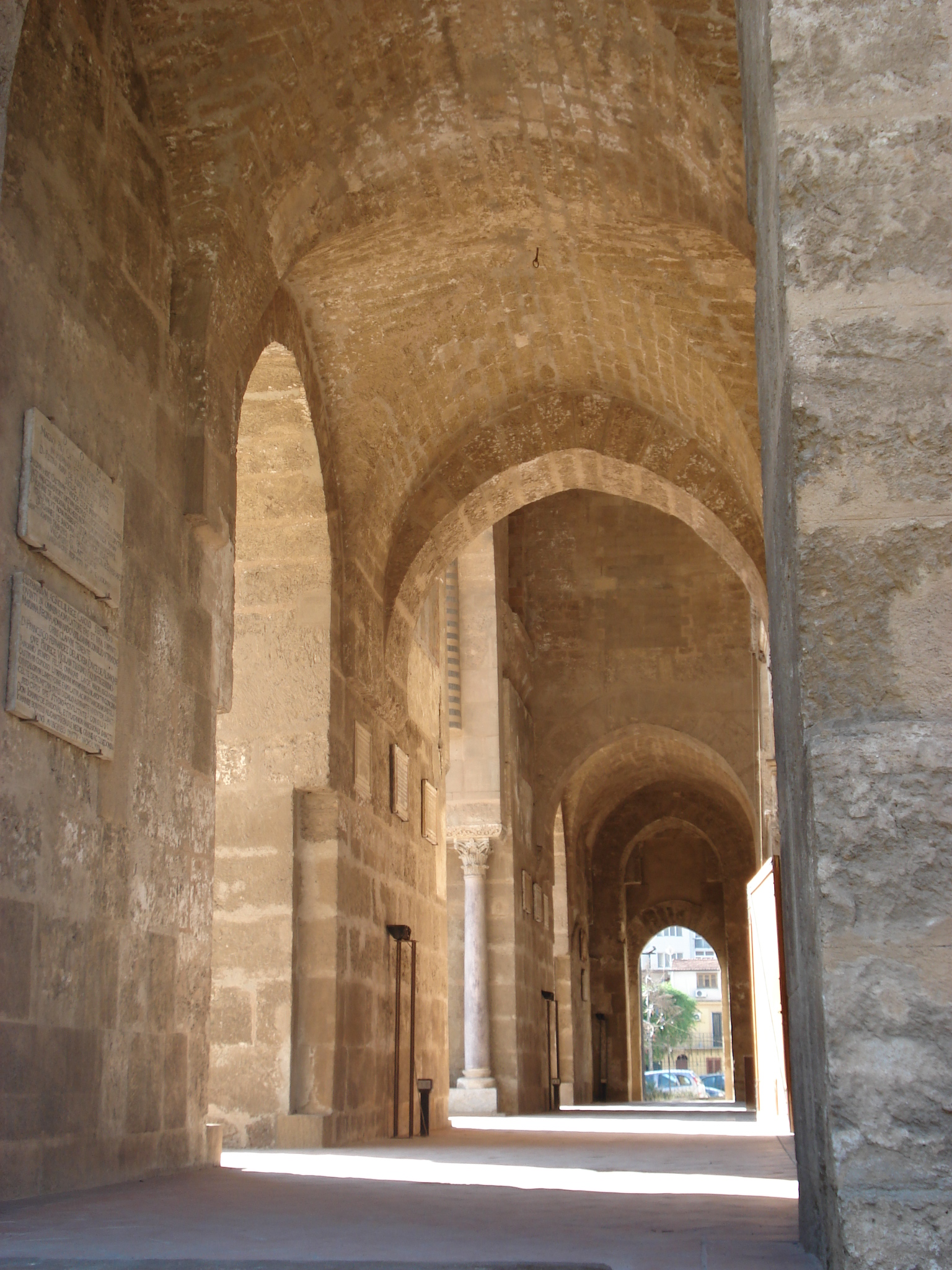
Előcsarnok
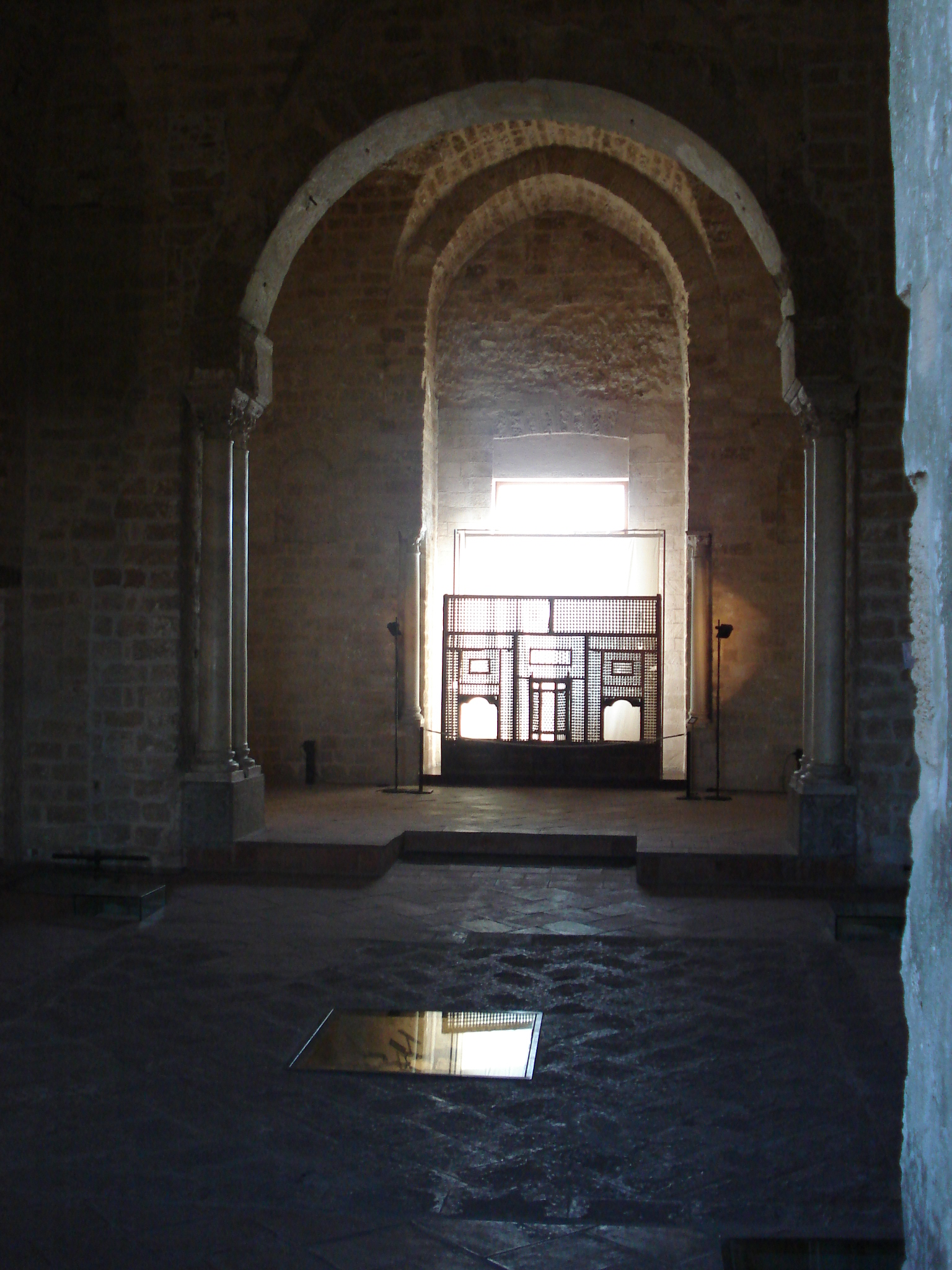
Hall a második emeleten
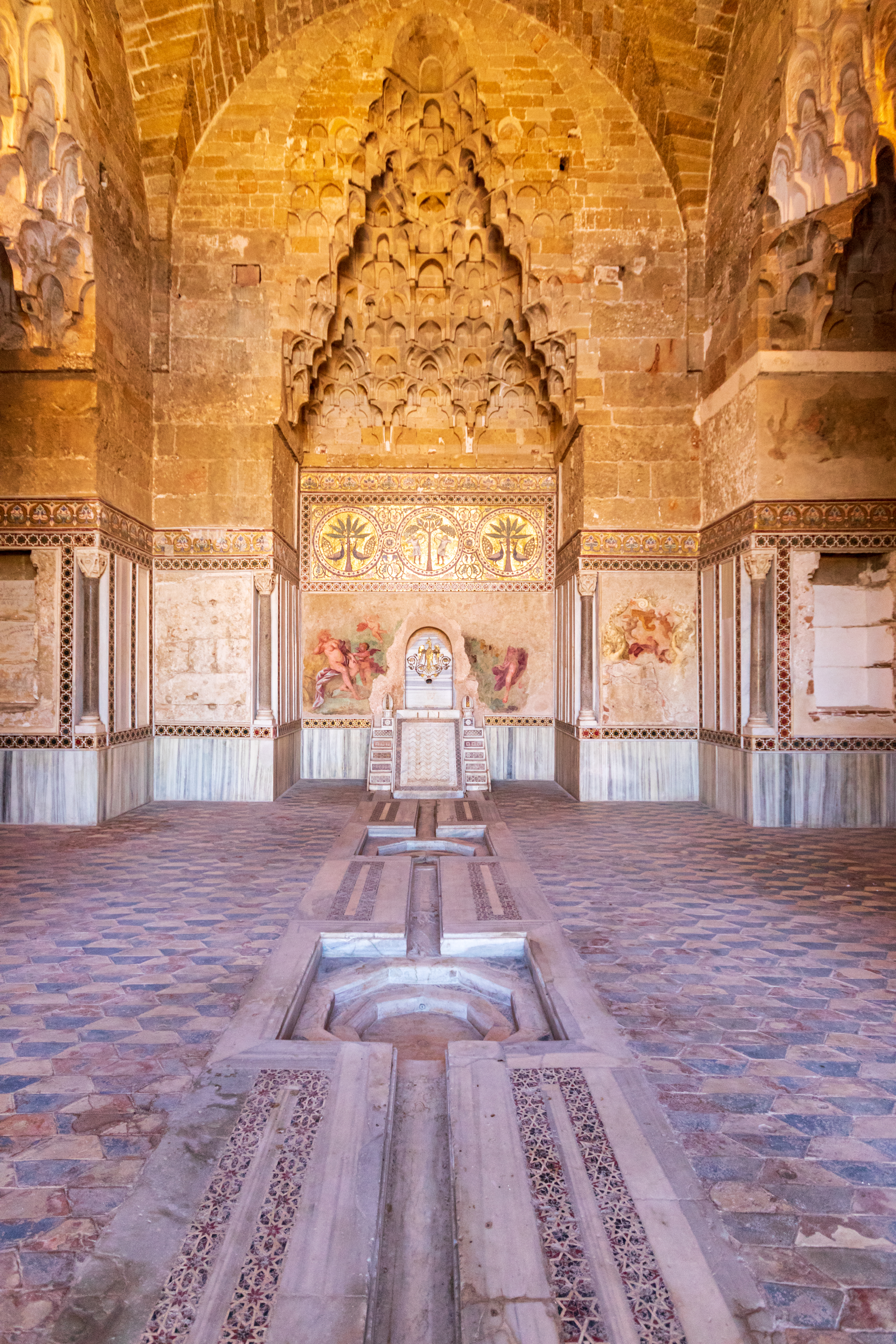
A fülke a falba épített szökőkúttal a hallban
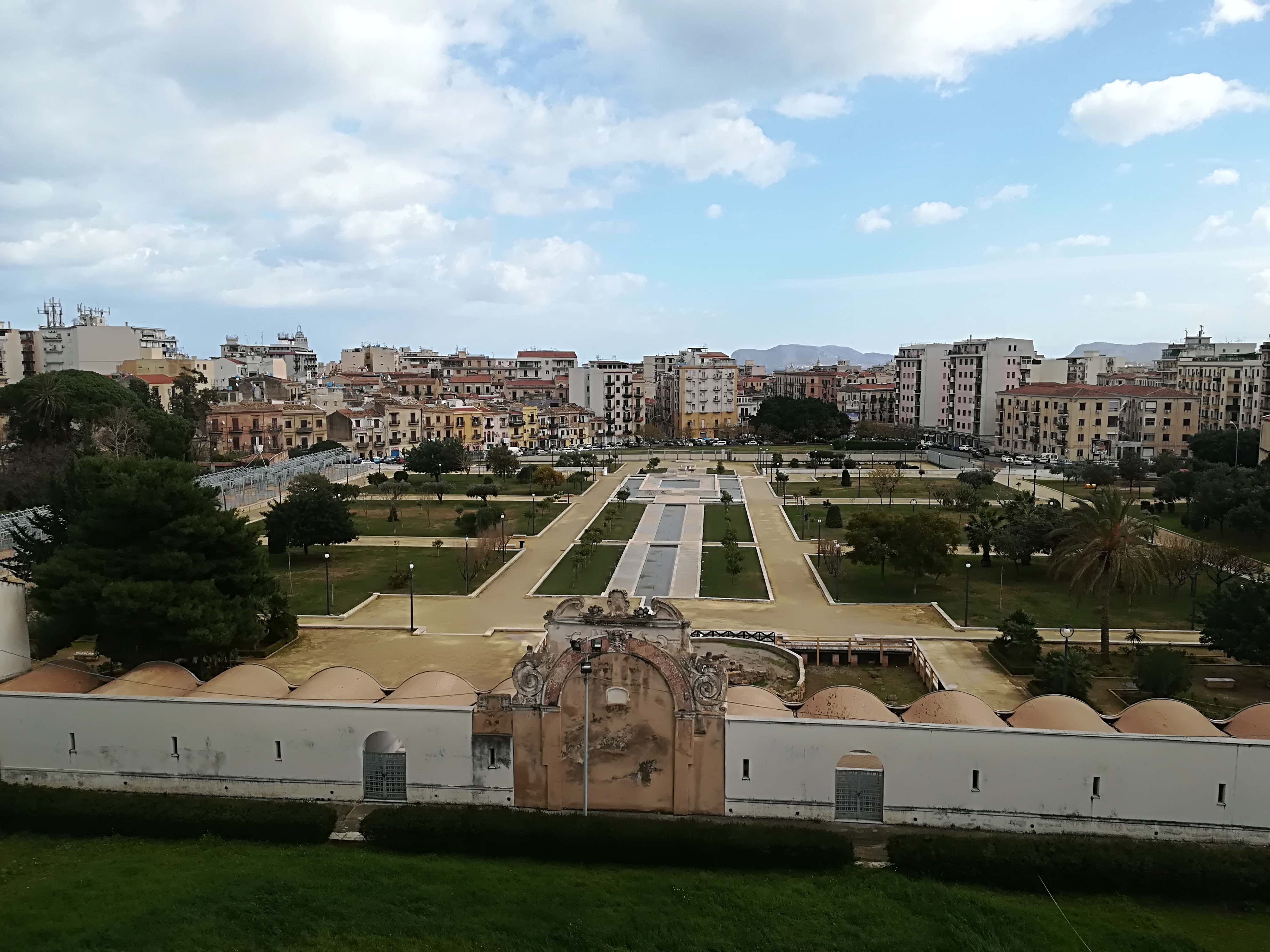
Kert és a szökőkút